# Palazzo Grimani Marcello

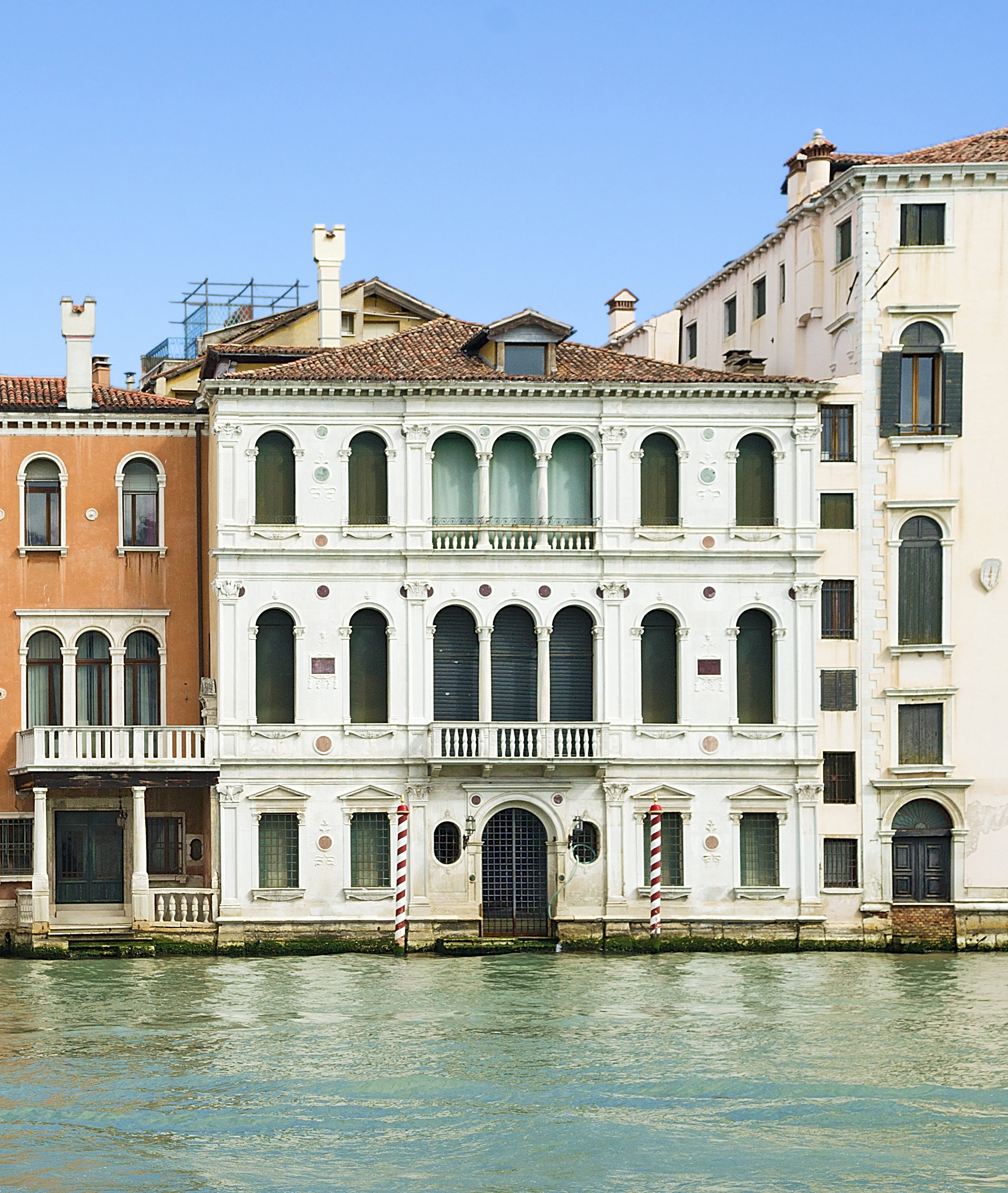
Der Grimani-Marcello-Palast vom Canal Grande gesehen; links ist noch der rechte Rand des Palazzo Cappello Layard zu erkennen, rechts der Palazzo Querini Dubois

Der Palazzo Grimani Marcello, bzw. die Ca’ Grimani Marcello, nach einem Zweig der Familie auch Grimani dall’Albero d’Oro genannt, ist ein Palast im venezianischen Sestiere San Polo mit der Adresse San Polo 2033, dessen Fassaden einerseits auf den Canal Grande, andererseits auf den Rio delle Erbe blicken. Er befindet sich zwischen der Palazzo Cappello Layard und dem Palazzo Querini Dubois.

## Geschichte
Der Palast stammt ursprünglich aus dem 12. Jahrhundert, wurde jedoch im 15. Jahrhundert stark umgebaut. Baumeister war, jedenfalls wird ihm dies zugeschrieben, Giovanni Buora (1450–1513), der das Bauwerk im Stil der Lombardo-Renaissance gestalten ließ. Wahrscheinlich zu dieser Zeit befanden sich Fragmente hellenistischer und römischer Skulpturen im Palast.
Anfang des 18. Jahrhunderts wurde das Innere des Bauwerks umgestaltet. Zu einer erneuten Umgestaltung kam es, als der Doge Piero Grimani dort zwischen 1741 und 1752 residierte. Zu dieser Zeit war der Palast ein häufig aufgesuchter Versammlungsort für Verfechter aufklärerischer Ideen, wie sie der Doge selbst gleichfalls verfolgte.
Wie die Eigentümer zahlreicher anderer Paläste, so verloren auch die Grimani während der französischen und österreichischen Herrschaft ihre staatlichen Posten und viele der Einnahmequellen, so dass sie 1808 ihre Bücher- und Gemäldesammlung verkauften, darunter den Epulone des Bonifazio Veronese, der sich heute in den Gallerie dell’Accademia befindet. 1825 entstanden Fresken durch Carlo Bevilacqua, von denen eine Darstellung von Amor und Psyche erhalten blieb.

## Beschreibung

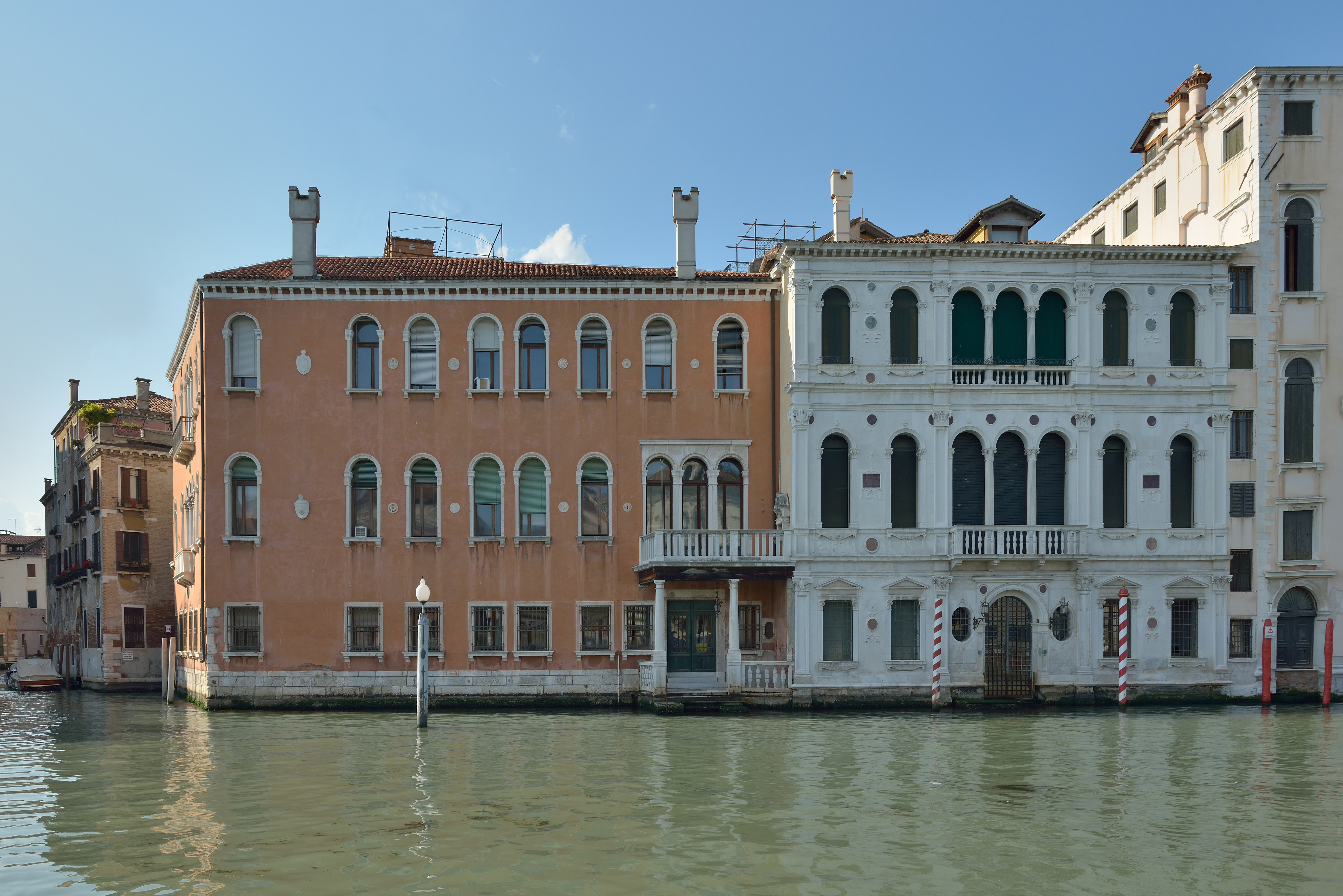
Der Grimani-Marcello-Palast (rechts) neben dem Cappello-Layard-Palast (links)

Die entsprechend der venezianischen Bautradition dreiteilige Fassade, wurde durch Lisenen und Pilaster unterteilt. Letztere tragen korinthische Kapitelle, die mit istrischem Marmor gestaltet sind. Im Erdgeschoss befindet sich das zentral angeordnete Wasserportal, darüber, in den Beletagen je zwei Triforen mit durchgängigen Balkonen. Zu beiden Seiten des Wasserportals befinden sich je zwei Fensteröffnungen, die mit Tympana versehen sind.
Der primo piano nobile, die darüber befindliche Beletage, nimmt die Anordnung der Öffnungen auf, wie es auch der secondo piano nobile tut, nur dass oberhalb des Wasserportals je eine Trifore mit Balkonen angeordnet ist. Große Flammenvasen befinden sich über den Fensterbögen.
Im Gebäude befindet sich ein ausgedehnter Hof, der jedoch Anfang des 18. Jahrhunderts stark verändert wurde.
Die hinter der Hauptfassade stark zurücktretende, schmucklose Nebenfassade besitzt ebenfalls ein Wasserportal, das durch drei Öffnungen, voneinander durch Säulen getrennt, die Fassade beherrscht.